# Filialkirche Wackendorf

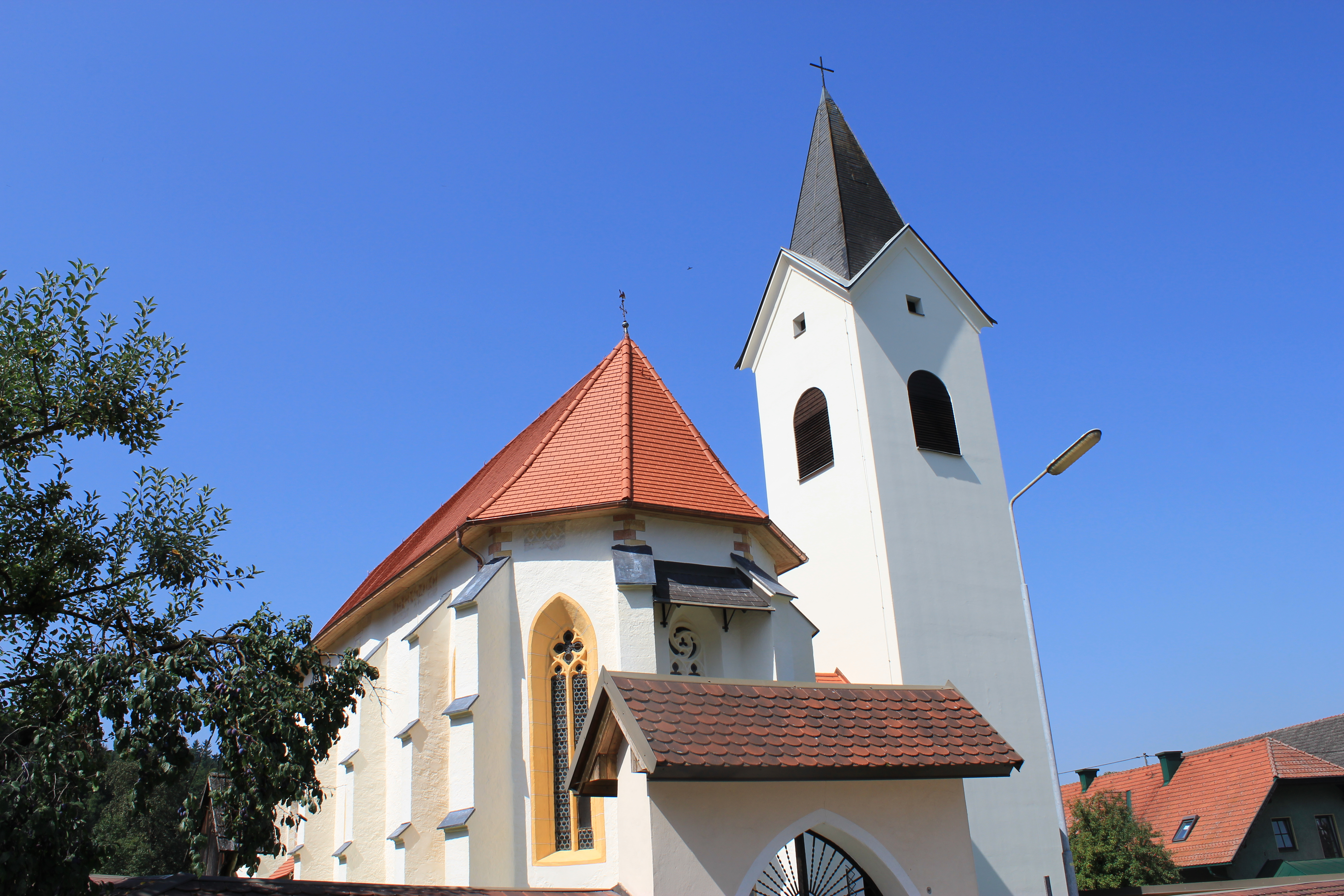

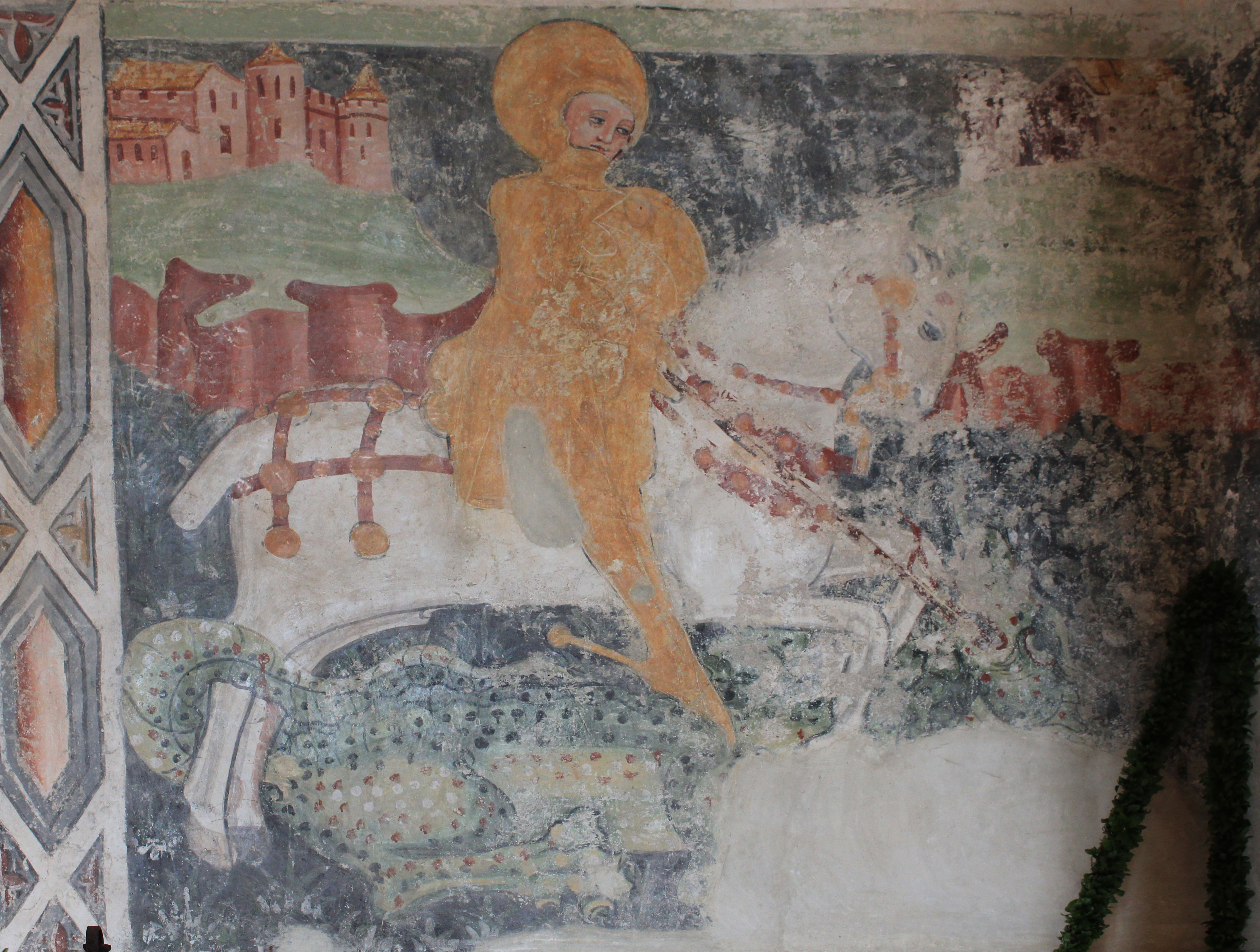
Fresko: Hl. Georg

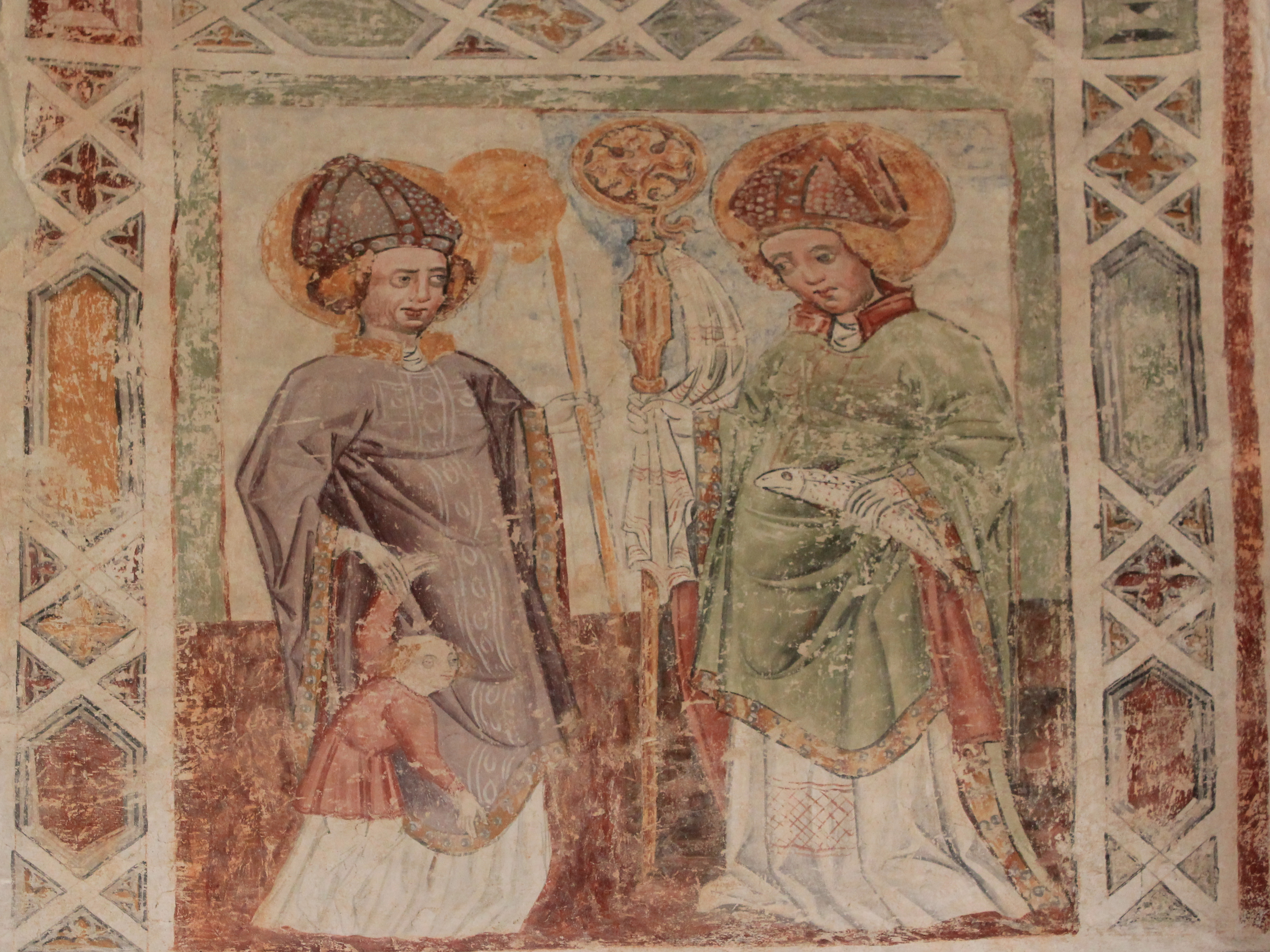
Fresko: Hll. Valentin und Ulrich

Die römisch-katholische Filialkirche Wackendorf steht in der Gemeinde Globasnitz im Bezirk Völkermarkt in Kärnten. Die Filialkirche hl. Martin der Pfarrkirche St. Michael ob Bleiburg gehört zum Dekanat Bleiburg/Pliberk in der Diözese Gurk-Klagenfurt. Die Kirche und der Friedhof stehen unter Denkmalschutz.. Die Jahreszahl 1272 auf einem Schlussstein im Chor könnte ein Hinweis auf das Gründungsjahr der Kirche sein.

## Baubeschreibung
Die ehemalige Wehrkirche ist ein spätgotischer Bau aus dem 15. Jahrhundert. Schießscharten und vorhangbogige Schießöffnungen des Wehrobergeschoßes am Langhaus zeugen von der Wehrhaftigkeit. Das Langhaus und der Chor besitzen Maßwerkfenster und werden von dreistufigen Strebepfeilern gestützt. An der Nordseite des Langhauses ist eine barocke Kapelle angebaut. Der im Kern romanischer Turm nördlich des Chores stürzte 1970 ein. An seiner Stelle wurde die Sakristei und nördlich davon ein neuer Turm errichtet. Das West- und das Südportal haben profilierte Leibungen. Die Eisenplattentür des Westportals ist mit einem Schießloch versehen.
Über dem einschiffigen, vierjochigen Langhaus erhebt sich ein Netzrippengewölbe mit bemalten Schlusssteinen auf runden Vorlagen. Die Westempore ist tonneunterwölbt. Ein hoher korbbogiger Triumphbogen mit abgefasten Kanten verbindet das Langhaus und den einjochigen Chor mit Fünfachtelschluss und einem Kreuzrippengewölbe auf Konsolen.

## Fresken
Der Chor ist mit bemerkenswerten, in der ersten Hälfte des 15. Jahrhunderts entstandenen Fresken ausgestattet. An der Triumphbogenwand befindet sich ein Jüngstes Gericht. An der Nordwand ist das Martyrium der heiligen Ursula dargestellt, an der nördlichen Chorschlusswand in den oberen Feldern stehende Heilige, in den unteren Feldern die Heiligen Georg und Martin auf Pferden. An der Chorsüdwand ist Antonius der Große sowie eine nicht bestimmbare Szene wiedergegeben.

## Einrichtung
Der Hochaltar von 1741 ausgeführt von  J. M. Sotari, war ursprünglich für St. Michael ob Bleiburg geschaffen. Die Mittelnische birgt die Statue des Johann Nepomuk, den Aufsatz bildet Gottvater im Strahlenkranz, umringt von Putti. Der ursprüngliche Hochaltar von 1701 steht heute in der nördlichen Seitenkapelle. Auf beiden Seitenaltären stehen Statuen vom Anfang des 16. Jahrhunderts, auf dem linken der heilige Martin, auf dem rechten der heilige Ulrich.